# Школа № 1239
ГБОУ Школа № 1239 — государственное бюджетное общеобразовательное учреждение города Москвы.

## История
Школьное здание построено по типовому проекту МС (архитекторы А. М. Степанов и И. А. Чекалин). Школа № 115 с углублённым изучением английского языка была открыта 1 сентября 1958 года и получила статус средней общеобразовательной школы. В 1961 году средняя школа № 115 была преобразована в спецшколу № 20 с преподаванием ряда предметов на английском языке. Изначально здание школы было построено на месте двух домов, до Октябрьской революции принадлежавших дворянской семье Людоговских. Впоследствии (в 1980 и 1995 годах) к главному зданию были пристроены ещё два корпуса.
В 1981 году школа № 20 получила статус ассоциированной школы ЮНЕСКО и с этого момента активно участвует в осуществлении проектов ЮНЕСКО (культурологический, экологический, социально-правовой, образовательный проекты, а также проект сохранения культурного наследия). В 1986 году школа была награждена грамотой ЮНЕСКО за участие в международных образовательных проектах.
С 1989 года школа начала проводить образовательные поездки по обмену со школой Лейксайд (Сиэтл, штат Вашингтон, США), ученики которой приезжали в школу ещё с начала 1980-х годов.
В 1993 году все спецшколы Москвы получили новые номера. Бывшая 20-я была переименована в школу № 1239, сохранив свой прежний статус школы с углублённым изучением английского языка.
В разное время школу посещали Юрий Гагарин, Владислав Третьяк, Дмитрий Кабалевский, а в 1994 году — королева Великобритании Елизавета II во время своего официального визита в Россию.
В 2006 году был получен статус государственного образовательного учреждения Центра образования.
С 2011 года полное наименование образовательного учреждения: Государственное бюджетное образовательное учреждение города Москвы центр образования № 1239.
В 2018 году школа отметила свой 60-летний юбилей.

## Структура образования
Школа имеет:
- Дошкольное отделение. Группы кратковременного пребывания
- I ступень (1—4 классы). Начальное образование
- II ступень (5—9 классы). Общее образование
- III ступень (10—11 классы). Среднее образование

## Директора школы
- Антон Петрович Полехин (1903—1993) — c 1958 по 1987 год;
- Евгений Александрович Протасов — с 1987 по 1995 год;
- Таисия Дмитриевна Щербакова — с 1995 по 2015 год;
- Алёна Евгеньевна Тимашова — с 2015 по 2017 год;
- Наталья Михайловна Симонова — с 2017 года.

## Культурное значение

### Наталья Качуевская
Во дворе школы, справа от главного входа, стоит памятник Наташе Качуевской — героине Великой Отечественной войны, которая погибла осенью 1942 года под поселком Халхута к югу от Сталинграда, спасая раненых солдат. Она не училась в школе № 1239, но жила в ближайшем от школы переулке, который до 1993 года носил её имя (сейчас переулку возвращено историческое название Скарятинский). В 1993 году Наталье Александровне Качуевской было посмертно присвоено звание Героя Российской Федерации за мужество и героизм, проявленные в борьбе с немецко-фашистскими захватчиками. Памятник в виде бюста в натуральную величину из белого камня был создан скульптором С. Л. Островской в 1965 году и стал одним из символов школы.

### Выпускники
- Сергей Кавагоэ — музыкант, сооснователь групп «Машина времени», «Воскресение» и «Наутилус».
- Стас Намин — композитор, лидер группы «Цветы», внук советского политика Анастаса Микояна.
- Максим Виторган — актёр, сын Эммануила Виторгана.
- Алексей Пивоваров — журналист и телеведущий.
- Наталья Белохвостикова — народная артистка РСФСР.

### В кинематографе
- В здании школы и её окрестностях в 1983—1984 годах снимались сцены пятисерийного фантастического телефильма «Гостья из будущего» режиссёра П. Арсенова. Согласно сюжету фильма, его герои учатся в 20-й московской школе.